# Trochoideus sansibaricus
Trochoideus sansibaricus is een keversoort uit de familie zwamkevers (Endomychidae). De wetenschappelijke naam van de soort werd in 1897 gepubliceerd door Hermann Julius Kolbe.